# Dmitar I. Aleksandrijski
Demetrije I. (oko 127. -  9. listopada 232.), 12. papa Aleksandrije i patrijarh sv. Stolice sv. Marka. 

## Pregled
Prvi kršćanski povjesničar Julije Afrikanac (lat.:Sextus Julius Africanus, 180. – 250.), koji je posjetio Aleksandriju u vrijeme Demetrija, spominje ga kao jedanaestog papu nakon sv. Marka evanđeliste koji je počeo obnašati svoju dužnost u desetoj godini vladavine rimskog cara Komoda (177. – 192.), dok ga Euzebije Cezarejski stavlja u desetu godinu vladavine Septimija Severa (193. – 211.). U svakom slučaju, Demetrije je prvi aleksandrijski biskup o kojem je sačuvano dosta pisanih dokumenata.

## Život
Demetrije je bio poljoprivrednik i živio je sa svojom ženom u obostranoj nevinosti; obostranom celibatu - životom brata i sestre punih 47 godina dok nije izabran za patrijarha. Prema sinaksarionu, povijesnoj zbirci svetaca Crkve, u to vrijeme bolesni papa Julijan imao je ukazanje anđela u kojem mu je rečeno da će ga njegov nasljednik sljedećeg dana posjetiti i počastiti grozdom grožđa, koje je bilo van sezone u to doba godine. Sutradan je poljoprivrednik po imenu Demetrije, dok je orezivao svoju lozu, pronašao grozd grožđa i odnio ga papi koji mu je udjelio blagoslov, a nedugo nakon toga, papa Julijan je preminuo, a Demetrije je postao papa Demetrije I., kao dvanaesti papa Aleksandrije.

Papa Demetrije I. je, odmah na početku svoga službovanja, bio zainteresiran za uspostavu čvrstih pravila vezanih za držanje posta kao i za slavljenje kršćanskih svetkovina. Utemeljio je izračun po kojem su određeni datumi svih postova. Kao znanstvenik koji je to postao svojim osobnim zalaganjem i učenjem, Demetrije je sudjelovao u kontroverzi vezanoj za pravilnu metodu za Računanje datuma Uskrsa, i smatra se prvim koji je osmislio metodu kojom se računa i utvrđuje točan datum na koji se slavi Uskrs svake godine. Njegov je izračun odobrio ekumenski sabor u Niceji 325. godine. Danas mnoge istočne pravoslavne crkve i dalje nastavljaju koristiti njegovu metodu izračuna.

U to vrijeme se kršćanstvo širilo i svećenici su obilazili veliki dio poznatog svijeta propovijedajući evanđelje, pa je zabilježena i druga kontroverza po kojoj je Jeronim tvrdio da je Demetrije poslao Pantenija u misiju u Indiju, međutim, vrlo je vjerojatno da je Klement već naslijedio Pantenija na položaju dekana (katehezijske škole prije samog imenovanja Demetrija na mjesto pape Aleksandrije. Kada se Klement dao umiroviti (oko 203. godine), Demetrije je odredio da Origen, kome je tada bilo osamnaest godina, bude Klementov nasljednik.

## Demetrijev utjecaj na Origena
Demetrije je ohrabrivao Origena na početku njegove karijere, i navodno mu je pokazao naklonost. Između ostalog, poslao ga je kod guvernera Arabije, koji je zatražio njegovu prisutnost u pismima poslanim egipatskom prefektu, kao i samom Demetriju.

U to vrijeme se rimski car Karakala spremao za invaziju na Perziju, i u svome obožavanju i divljenju prema Aleksandru Velikom, koje je ga je dovelo do manijakalnog ponašanja, progonio je sve filozofe aristotelove škole, jer je ista bila ustanovljena na legendi da je Aristotel otrovao Aleksandra Velikog. To je profiliralo sljedeće događaje i bilo znak sveobuhvatnog Karakalinog ponašanja.
 
Ali ova manija za Aleksandrom, čudna kakva jeste, bila je zasjenjena kasnijim događajima u Aleksandriji.
Kada su stanovnici Aleksandrije saznali za Karakaline tvrdnje da je svoga brata Geta ubio u "samoobrani", napravili su satiru koja ga je izložila ismijavanju. Karakala je doputovao 215. godine u Aleksandriju, i na ovu satiru, koju je primio kao osobnu uvredu, odgovorio je divljački, tako što je, prvo pobio izaslanstvo sastavljeno od vodećih građana koji su se bezazleno okupili pred gradom da pozdrave njegov dolazak, a nakon toga je cijeli grad prepustio svojim postrojbama da ga pale i pljačkaju.

Tada je Origen pobjegao u Cezareju, gdje su ga primili biskupi Teoktista iz Cezarije i Aleksandar iz Jeruzalema. Kasnije su prisutni biskupi od njega zahtijevali da im pokazuje svoje umjeće propovjedanja tako što će u njihovoj nazoćnosti propovijedati vjernicima. Kad je za to čuo Demetrije, odmah je napisao pismo Teoktisti u kojem mu je otvoreno zamjerio na takvom činu, rekavši da takva aktivnost nije prikladna laiku. Biskupi Aleksandar iz Jeruzalema i Teoktista iz Cezareje su mu odgovorili pismom u kojem su se branili, pozivajući se na presedan za laike koji govore propovijedi, ali unatoč njihovim naporima, Demetrije je opozvao Origena.

Nešto kasnije, cca. 230. AD, kada je Origen, na zahtjev da smiri nerede u Ahei, u Grčkoj, prolazio kroz Palestinu kada je posjetio biskupe Teoktista i Aleksandara koji su ga tom prilikom zaredili. Kad je Demetrije za to doznao, to je smatrao činom neposluha, što je okončalo njegov odnos s Origenom. Demetrije je sazvao sinodu 232. godine na kojoj je Origen izgnan, a zatim je poslao formalnu osudu protiv Origena svim crkvama. Nemoguće je sumnjati da je krivovjerje, a ne samo neovlašteno ređenje, trebalo navesti Demetrija za takav potez. Rim je prihvatio tu odluku, ali Palestina, Fenicija, Arabija i Aheja je odbacuju. Iz Cezareje je Origen poslao pisma u svoju obranu, iskoristivši priliku da u istim napadne Demetrija.
 
Demetrije je katehetsku školu Aleksandrije stavio pod upravu Herakla, prvog Origenovog učenika, tako što ga je imenovao dekanom. Ovo je možda bio Demetrijev konačni čin biskupa. 

## Smrt i štovanje
Demetrije je upravljao aleksandrijskom crkvom četrdeset i dvije godine, a onda umire u dobi od 105 godina. Tijekom svoga službovanja ostao je nepokolebljiv u vjeri i širenju evanđelja, a odlazi u vrijeme vladavine Aleksandra Severa (208. – 235.), 9. listopada (28. dan Touta prema koptskom kalendaru) 232. godine. 
Pokopan je u crkvi sv. Marka u Baukalisu, Aleksandrija s očevima koji su mu prethodili.

Štuje se u koptskoj pravoslavnoj Crkvi 9. listopada (28. dan mjeseca Touta prema koptskom kalendaru zabilježenom u sinaksarionu); 9. listopada u katoličkoj i pravoslavnoj crkvi.

## Vanjske poveznice
- Sinaksarion
- Khaled Gamelyan - The Coptic Encyclopedia,opensource
- Meinardus, Otto F.A. 2002. Two Thousand Years of Coptic Christianity. American University in Cairo Press. ISBN 978-977-424-757-6
- Holweck, F. G., A Biographical Dictionary of the Saints. St. Louis, MO: B. Herder Book Co. 1924.

| Koptski pape Aleksandrije         | Koptski pape Aleksandrije       | Koptski pape Aleksandrije         |
| --------------------------------- | ------------------------------- | --------------------------------- |
| prethodnik Julijan Aleksandrijski | Aleksandrijski pape 188. - 232. | nasljednik Heraklo Aleksandrijski |